# Gustaaf Deloor
Gustaaf Deloor (De Klinge, 24 giugno 1913 – Mechelen, 28 gennaio 2002) è stato un ciclista su strada belga.
Professionista dal 1932 al 1939, vinse le prime due edizioni della Vuelta a España. Era il fratello minore di Alfons Deloor.

## Carriera
Passò professionista nel 1932, a 19 anni. Iniziò a mettersi in luce nel 1932 vincendo il Giro delle Fiandre riservato agli indipendenti e ottenendo altri piazzamenti. Nel 1933 passò definitivamente professionista ed ottenne un quindicesimo posto nella Parigi-Roubaix. Nel 1934 iniziò ad ottenere buoni piazzamenti nelle corse a tappe: fu quarto nel Giro del Belgio e decimo nella Volta Ciclista a Catalunya.
Il 1935 fu il suo anno migliore in cui vinse tre tappe e la classifica generale della neonata grande corsa a tappe iberica, la Vuelta a España: al via erano presenti cinquanta corridori, e in particolare la corsa fu incentrata nel duello Cañardo-Deloor. Favorito dalle condizioni climatiche (si correva tra aprile e maggio, spesso con pioggia e freddo) Gustaaf prese il comando della corsa spagnola alla terza tappa e lo mantenne fino al termine della corsa. Nonostante i frequenti ed insistenti attacchi di Cañardo per spodestare il minore dei fratelli Deloor dalla leadership, il duello terminò alla tredicesima frazione, quando lo spagnolo cadde perdendo diversi minuti dal corridore belga. Gustaaf Deloor vinse tre tappe e la classifica generale con più di 12 minuti di vantaggio su Cañardo; 29 furono gli atleti al traguardo.
Nel 1936 arrivò secondo nel Tour de Suisse, e ottenne una vittoria in una frazione del Tour de France. Alla Vuelta bissò il successo dell'anno precedente: gli spagnoli speravano di rivedere il duello Cañardo-Deloor ma lo spagnolo cadde nella prima tappa e subì un ritardo troppo forte per permettergli di concorrere alla vittoria finale. Gustaaf vinse la classifica generale sul fratello Alfons, più quattro tappe. Nel 1937 fu secondo nella Liegi-Bastogne-Liegi, ma lo scoppio della Guerra civile spagnola impedì lo svolgimento della terza edizione della Vuelta.
Nel 1939 Gustaaf aveva 26 anni, quando la seconda guerra mondiale interruppe la sua carriera agonistica. Dopo il 1939 servendo la propria patria in guerra, Gustaaf ebbe una vicenda molto difficile, venendo infatti catturato dai nazisti e imprigionato. Riuscì a farsi riconoscere da un ufficiale tedesco appassionato di ciclismo e ciò gli valse di poter lavorare al campo di prigionia come cuoco, risparmiandogli situazioni più complicate.
Al termine della guerra si trasferì negli Stati Uniti dove visse fino al 1980, quando tornò in Belgio per trascorrere gli ultimi anni di vita. Morì nel 2002, a 88 anni.

## Palmarès
- 1932 (indipendenti\dilettanti)

Giro delle Fiandre Indipendenti
Omloop Van Noord West Brabante
- 1935

3ª tappa Vuelta a España (Santander > Bilbao)
11ª tappa Vuelta a España (Granada > Siviglia)
14ª tappa Vuelta a España (Zamora > Madrid)
Classifica generale Vuelta a España
1ª tappa Paris-Saint Etienne
- 1936

2ª tappa Vuelta a España (Salamanca > Cáceres)
4ª tappa Vuelta a España (Siviglia > Malaga)
6ª tappa Vuelta a España (Granada > Almería)
14ª tappa Vuelta a España (Bilbao > Santander)
Classifica generale Vuelta a España
- 1937

6ª tappa Tour de France (Ginevra > Aix-les-Bains)
- 1939

Groote Mei Prijs Hoboken

### Altri Successi
- 1932

Criterium di Vilvoorde
- 1934

Criterium di Stekene
Criterium di Heist-op-den-Berg
- 1936

Criterium di Pemperinge
Criterium di Basilea
Criterium di Bale
- 1937

Circuito di Mons
- 1939

Criterium di Rijkevorsel
Grand Prix Stadt-Sint-Niklaas

## Piazzamenti

### Grandi Giri
- Tour de France

1937: 16º
- Vuelta a España

1935: vincitore
1936: vincitore

### Classiche monumento
- Parigi-Roubaix

1933: 15º
1939: 45º
- Liegi-Bastogne-Liegi

1937: 2º
1938: 26º
1939: 21º

### Competizioni mondiali
- Campionati del mondo

Berna 1936 - In linea: ritirato